# 黃萱
黄萱（1910年1月6日—2001年5月8日），又名「黃寶萱」，福建南安人，曾經是国学大师陈寅恪的助手。　
父黄奕住是印尼华侨，1919年歸國。黄萱自小在鼓浪屿小学、厦门女子师范学校（集美大学前身之一）念书，1935年9月与周默史之子周寿恺成婚。抗战爆发，黄萱辗转于贵阳、四川等地。1951年，周寿恺应聘為岭南大学医学院院长，举家迁到广州。1951年夏天，陈寅恪的助手程曦不辞而别，1951年11月，经关颂珊的推荐，成為陈寅恪试任助手。1955年9月15日，中山大学正式聘黄萱为专任助教，協助陳撰寫《论〈再生缘〉》、《錢柳因緣詩釋證稿》、《元白诗笺证稿》等作品。陳寅恪晚年眼盲腿斷，只能以口述方式，由黃萱記錄，陈寅恪曾表示：“总而言之，我之尚能补正旧稿，撰著新文，均由黄先生之助力。若非她帮助我便为完全废人，一事无成矣。”1966年，文革爆发，因为出身富裕被批斗，被迫交出遗产32万元人民币。1970年，周寿恺惨遭折磨而死。1973年自中山大学退休。1980年，黃萱經過重大變故後回到鼓浪嶼，閉門謝客，讀書彈琴，種花養貓，過著恬淡閒適的生活。在日日彈奏的鋼琴上，端放著她父母親黃奕住和王時的照片，寄託思念，藉以釋放心情。2001年5月8日，黃萱在廣州病逝，享耆壽91歲。